# 中心血圧
中心血圧（ちゅうしんけつあつ）とは主に大動脈起始部の血圧を指す。
従来の上腕にカフを巻いて測定する血圧と比較して心血管イベントの発症率をより強く説明できるとの発表がなされている。
測定にはカテーテルを用いた直接法の他、AtCorMedical社製のSphygmoCorやOmronHealthcare社製のHEM-9000AIのようにトノメトリ法を用いて測定した脈波形解析より中心血圧を推定する間接法がある。
2007年には中心血圧に関する合意文書が米国心臓学会（AHA: American Heart Association）より発表され、今後さらに中心血圧への注目が集まると期待される。